# Деков
Деков (болг. Деков) — село в Болгарии. Находится в Плевенской области, входит в общину Белене. Население составляет 508 человек.

## Политическая ситуация
В местном кметстве Деков, в состав которого входит Деков, должность кмета (старосты) исполняет Калин Весков Петракиев (Болгарский земледельческий народный союз (БЗНС)) по результатам выборов.
Кмет (мэр) общины Белене — Петыр Илиев Дулев (Болгарская социалистическая партия (БСП)) по результатам выборов.